# Línea 191E (Interurbanos Madrid)
La línea 191E de la red de autobuses interurbanos de Madrid une Buitrago del Lozoya con Cervera de Buitrago.

## Características
Esta línea une ambos municipios, efectuando parada en otros municipios de la Sierra Norte de Madrid. 
Siguiendo la numeración de líneas del CRTM, las líneas que circulan por el corredor 1 son aquellas que dan servicio a los municipios situados en torno a la A-1 y comienzan con un 1. Aquellas numeradas dentro de la decena 190 corresponden a aquellas que circulan por la Sierra Norte de Madrid. En concreto, la línea 191E indica un incremento sobre la línea 191 ya que se necesita para enlazar con Madrid los lugares por los que circula la línea 191E. Esto se hace en Buitrago del Lozoya como punto central de la comarca de la Sierra Norte desde donde parten esta y otras líneas complementarias a la línea 191.
La línea mantiene los mismos horarios todo el año (exceptuando las vísperas de festivo y festivos de Navidad).
Está operada por la empresa ALSA mediante la concesión administrativa VCM-103 - Madrid - Buitrago - Rascafría (Viajeros Comunidad de Madrid) del Consorcio Regional de Transportes de Madrid.

## Horarios
| Lunes a viernes laborables | Lunes a viernes laborables | Lunes a viernes laborables | Lunes a viernes laborables | Sábados laborables, domingos y festivos | Sábados laborables, domingos y festivos |
| Buitrago > Cervera         | Buitrago > Cervera         | Buitrago > Cervera         | Buitrago > Cervera         | Buitrago > Cervera                      | Buitrago > Cervera                      |
|                            | 10:45                      | 13:35                      | 17:30                      | 14:05                                   | 18:10                                   |
| Cervera > Buitrago         | Cervera > Buitrago         | Cervera > Buitrago         | Cervera > Buitrago         | Cervera > Buitrago                      | Cervera > Buitrago                      |
| 06:15                      | 11:20                      | 14:15                      | 18:10                      | 14:50                                   | 18:55                                   |

## Recorrido y paradas

### Sentido Cervera de Buitrago
La línea inicia su recorrido en la Avenida de Madrid de Buitrago del Lozoya, donde tienen su cabecera varias líneas interurbanas.
Sale de Buitrago del Lozoya hacia el sur por la Avenida de Madrid, con dos paradas antes de salir del casco urbano por la A-1, por la que circula hasta llegar a Lozoyuela.
Sale del casco urbano en dirección a Las Navas de Buitrago, donde tiene parada, retrocediendo de nuevo hasta Lozoyuela para salir por la carretera M-135 en dirección a Mangirón.
Circulando por esta carretera tiene parada en Cincovillas (Puentes Viejas), y después en la intersección con la carretera M-126 sale por la misma en dirección a Cervera de Buitrago, donde tiene su cabecera, parando antes frente a una Urbanización de Robledillo de la Jara.
| Código | Zona | Localidad             | Denominación                                     | Ubicación                                | Líneas de la parada                        |
| ------ | ---- | --------------------- | ------------------------------------------------ | ---------------------------------------- | ------------------------------------------ |
| 12545  |      | Buitrago del Lozoya   | Avenida de Madrid - Calle Real                   | Avenida de Madrid Nº10                   | 191 191D 191E 194A 195A 196 VAC-157VAC-242 |
| 11293  |      | Buitrago del Lozoya   | Avenida de Madrid - Centro de Estudios           | Avenida de Madrid Nº43                   | 191 191D 191E 194A 195A 196 199A           |
| 15770  |      | Buitrago del Lozoya   | Avenida de Madrid - Carretera de Mangirón        | Avenida de Madrid Nº113                  | 191 191E 194A 195A                         |
| 11045  |      | Lozoyuela             | Avenida de Madrid - Urbanización Los Terreros    | Avenida de Madrid Nº171                  | 191 191E 194 195 196                       |
| 18988  |      | Lozoyuela             | Calle de la Fuente - Calle de la Peña El Palomar | Calle de la Fuente Nº10                  | 191E                                       |
| 20622  |      | Navas de Buitrago     | Carretera M-913 - Residencia                     | Carretera M-913 (Lozoyuela-Navas) Nº2400 | 191E                                       |
| 11839  |      | Navas de Buitrago     | Navas de Buitrago - Plaza de la Constitución     | Plaza de la Constitución (Navas) Nº3     | 191E                                       |
| 20623  |      | Navas de Buitrago     | Carretera M-913 - Residencia                     | Carretera M-913 (Lozoyuela-Navas) Nº2400 | 191E                                       |
| 18987  |      | Lozoyuela             | Calle de la Fuente - Calle de la Peña El Palomar | Calle de la Fuente Nº31                  | 191E                                       |
| 11044  |      | Lozoyuela             | Avenida de Madrid - Urbanización Los Terreros    | Avenida de Madrid Nº136                  | 191 191E 194 194A 195 195A 195B 196        |
| 15994  |      | Lozoyuela             | Carretera M-135 - Turina                         | Carretera M-135 Nº14                     | 191E 196                                   |
| 18202  |      | Lozoyuela             | Carretera M-135 - Las Tomilleras                 | Carretera M-135 Nº35                     | 191E 196                                   |
| 10398  |      | Cincovillas           | Carretera M-135 - Cincovillas                    | Plaza Mayor Nº8                          | 191E 196                                   |
| 19424  |      | Mangirón              | Mangirón - Iglesia                               | Avenida del Villar Nº58                  | 191E 196 199A                              |
| 18203  |      | Robledillo de la Jara | Carretera M127 - Umbría del Juncarejo            | Carretera M127 km. 15                    | 191E                                       |
| 12882  |      | Robledillo de la Jara | Carretera M127 - Cerca de la Salladera           | Carretera M127 km. 15,5                  | 191E                                       |
| 18989  |      | Cervera de Buitrago   | Cervera de Buitrago - Barrio Zagalascasas        | Carretera de Montejo S/N.º               | 191E 199A                                  |
| 12529  |      | Cervera de Buitrago   | Cervera de Buitrago - Ayuntamiento               | Calle de la Iglesia Nº2                  | 191E 199A                                  |
| 10316  |      | Cervera de Buitrago   | Cervera de Buitrago - Barrio Nuevo               | Calle de la Iglesia Nº86                 | 191E 199A                                  |

1. 1 2  Sólo permite el descenso de viajeros

### Sentido Buitrago del Lozoya
El recorrido es igual al de ida pero en sentido contrario.
| Código | Zona | Localidad             | Denominación                                     | Ubicación                                | Líneas de la parada                        |
| ------ | ---- | --------------------- | ------------------------------------------------ | ---------------------------------------- | ------------------------------------------ |
| 10316  |      | Cervera de Buitrago   | Cervera de Buitrago - Barrio Nuevo               | Calle de la Iglesia Nº86                 | 191E 199A                                  |
| 12530  |      | Cervera de Buitrago   | Cervera de Buitrago - Ayuntamiento               | Calle de la Iglesia Nº5                  | 191E 199A                                  |
| 18990  |      | Cervera de Buitrago   | Cervera de Buitrago - Barrio Zagalascasas        | Carretera de Montejo S/N.º               | 191E 199A                                  |
| 12883  |      | Robledillo de la Jara | Carretera M127 - Umbría del Juncarejo            | Carretera M127 km. 15                    | 191E                                       |
| 10400  |      | Mangirón              | Mangirón - Iglesia                               | Avenida del Villar Nº25                  | 191D 191E 196 199A                         |
| 10399  |      | Cincovillas           | Carretera M-135 - Cincovillas                    | Carretera de M-135 Lozoyuela km. 3,4     | 191E 196                                   |
| 18201  |      | Lozoyuela             | Carretera M-135 - Las Tomilleras                 | Carretera M-135 Nº35                     | 191E 196                                   |
| 15996  |      | Lozoyuela             | Carretera M135 - Turina                          | Carretera M-135 (Mangirón-Lozoyuela) Nº3 | 191E 196                                   |
| 11045  |      | Lozoyuela             | Avenida de Madrid - Urbanización Los Terreros    | Avenida de Madrid Nº171                  | 191 191E 194 195 196                       |
| 18988  |      | Lozoyuela             | Calle de la Fuente - Calle de la Peña El Palomar | Calle de la Fuente Nº10                  | 191E                                       |
| 20622  |      | Navas de Buitrago     | Carretera M-913 - Residencia                     | Carretera M-913 (Lozoyuela-Navas) Nº2400 | 191E                                       |
| 11839  |      | Navas de Buitrago     | Navas de Buitrago - Plaza de la Constitución     | Plaza de la Constitución (Navas) Nº3     | 191E                                       |
| 20623  |      | Navas de Buitrago     | Carretera M-913 - Residencia                     | Carretera M-913 (Lozoyuela-Navas) Nº2400 | 191E                                       |
| 18987  |      | Lozoyuela             | Calle de la Fuente - Calle de la Peña El Palomar | Calle de la Fuente Nº31                  | 191E                                       |
| 11044  |      | Lozoyuela             | Avenida de Madrid - Urbanización Los Terreros    | Avenida de Madrid Nº136                  | 191 191E 194 194A 195 195A 195B 196        |
| 15769  |      | Buitrago del Lozoya   | Avenida de Madrid - Carretera de Mangirón        | Avenida de Madrid Nº99                   | 191 191D 191E 194A 195B 196 199A           |
| 12546  |      | Buitrago del Lozoya   | Avenida de Madrid - Centro de Estudios           | Avenida de Madrid Nº39                   | 191 191D 191E 194A 195B 196 199A           |
| 12545  |      | Buitrago del Lozoya   | Avenida de Madrid - Calle Real                   | Avenida de Madrid Nº10                   | 191 191D 191E 194A 195A 196 VAC-157VAC-242 |

1. 1 2  Sólo permite el descenso de viajeros

## Tarifas
Aquí se muestran las tarifas de la línea:

### Billetes sencillos
| OrigenDestino | C2    |
| C2            | 1,3 € |

### Abonos transporte
- En caso de portar un abono inferior a la zona tarifaria de destino, se deberá abonar un suplemento. Dicho suplemento corresponde a la diferencia entre un billete sencillo hacia la corona tarifaria de destino y un billete sencillo a la corona tarifaria del abono portado. Esta restricción también aplica a los abonos interzonales.
- No es válido el abono correspondiente a la zona , por lo que es necesario abonar el billete sencillo correspondiente a la parada de destino.
- A pesar de que las coronas tarifarias ,  y  tengan el mismo coste en el abono transporte, su uso en zonas tarifarias que no es la correspondiente no es válido y se deberá abonar el suplemento mencionado anteriormente. Es por esto que los usuarios de las coronas tarifarias  o  deberán recargar un abono de la corona  al mismo coste que las anteriores para evitar confusión.
- El abono joven y de la tercera edad son válidos para toda la línea.

Para más información, consultar la página oficial del CRTM.